# 王孙慈
王孙慈，福建人，中华人民共和国政治人物。
担任先进生产者、东北电器工业管理局哈尔滨工程处工地主任。1954年，当选第一届全国人民代表大会代表。